# Miloš Havelka
Miloš Havelka (* 29. července 1944 Brno) je český filosof a sociolog. Zabývá se hlavně dějinami myšlenek, „českou otázkou“, myšlením T. G. Masaryka a Maxe Webera a přednáší na Univerzitě Karlově a Vysoké škole CEVRO Institut.

## Život a dílo
Po maturitě studoval na dnešní MU v Brně obory filosofie a čeština, po obhajobě 1968 pracoval jako kulturní a sportovní redaktor, později v Ústavu filosofie a sociologie ČSAV v Praze. Od roku 1993 pracoval v Sociologickém ústavu AV a zároveň přednášel na UK. Habilitoval se roku 1996 v oboru filosofie na MU Brno, roku 2002 jmenován profesorem. V letech 1993–2001 byl šéfredaktorem Sociologického časopisu i jeho anglické verze. Od roku 1995 přednáší na Fakultě humanitních studií Univerzity Karlovy.
Kromě vlastní vědecké práce je editorem a překladatelem díla německého sociologa Maxe Webera a vydavatelem rozsáhlé publikace textů, jež tvořily tzv. Spor o smysl českých dějin. Je členem Masarykovy sociologické společnosti, v letech 1998–2000 byl členem Vědecké rady FF UK a Vědecké rady AV ČR. Absolvoval několik dlouhodobých zahraničních stáží (Lipsko, Mnichov, Vídeň a Berlín), roku 2002 byl hostujícím profesorem na Technické univerzitě v Chemnitzu.
Účastnil se podvečerů na téma "T. G. Masaryk a Evropa" v Divadle Kolowrat a Klubu techniků na Novotného lávce v Praze, které pořádalo Masarykovo demokratické hnutí.

## Publikace
- M. Havelka (vyd.), Spor o smysl českých dějin 1895–1938, (Edice textů. Úvodní studie, poznámky a medailony ke stejnojmenné edici), 890 str. TORST, Praha, 1995.
- M. Havelka, Max Weber a počátky sociologie náboženství, Úvodní studie, in: Max Weber, Sociologie náboženství, Vyšehrad, Praha, 1998, str. 8–120.
- M. Havelka – L. Cabada, Západní, východní a střední Evropa jako kulturní a politické pojmy. Plzeň 2000
- M. Havelka, Dějiny a smysl. Akcenty a posuny české otázky 1895–1989, Praha, Lidové noviny, 2002

### Ve sbornících a časopisech
- M. Havelka, TGM a český liberalismus, in: E.Broklová (vyd.) Sto let Masarykovy české otázky, Ústav TGM, Praha, 1997, str. 120–131.
- M. Havelka, Masaryk, Kaizl et Peroutka, in: (Eds.) Chantal Delsol, Michel Maslowski, Histoire des idées politiques de l Europe centrale, P.U.F. Paris, 1998, str. 452–466.
- M. Havelka, Der gesellschaftliche Wandel in der Tschechischen Republik, in: Hans Süssmuth (Hg.), Transformationsprozesse in den Staaten Ostmitteleuropas 1989 - 1995, Nomos Verlag, Baden-Baden, 1998, str.246–256.
- M. Havelka, Von der Geschichte des Sinns zum Sinn der Geschichte, in: G. Hummel (Hg.), Truth and History – a Dialogue with Paul Tillich, Walter de Gruyter, Berlin, New York, 1998, str. 15–26.
- M. Havelka – K. Müller, Institutional Tensions of Radicalized Transformation. An Assesment in the Modernisation Persopective, in: W. W. Adamski, J. Bunčák, P. Machonin and D. Martin (Eds.), System Change and Modernization. East-West in Comparative Perspective, IFiS Publishers, Warsaw, 1999, str.81–97.
- M. Havelka, Demokracie – humanita – odpovědnost, in: Jarmila Lakosilova (vyd.) Cesta a odkaz T.G. Masaryka, Praha, Lidové noviny, 2002, str. 13–22.
- M. Havelka, Proměny české otázky, in: Jarmila Lakosilova (vyd.) Cesta a odkaz T.G. Masaryka, Praha, Lidové noviny, 2002, str. 34–43.
- M. Havelka, Co může znamenat "filozofie" v tzv. "filozofii dějin", in: Dějiny - Teorie - Kritika [2-2004], Praha, Masarykův ústav AV ČR, Výzkumné centrum pro dějiny vědy, 2004. str. 191-211.

### Na internetu
- [nedostupný zdroj] Životopis a bibliografie
- Životopis a bibliografie
- Životopis a vědecká činnost